# 神明彩

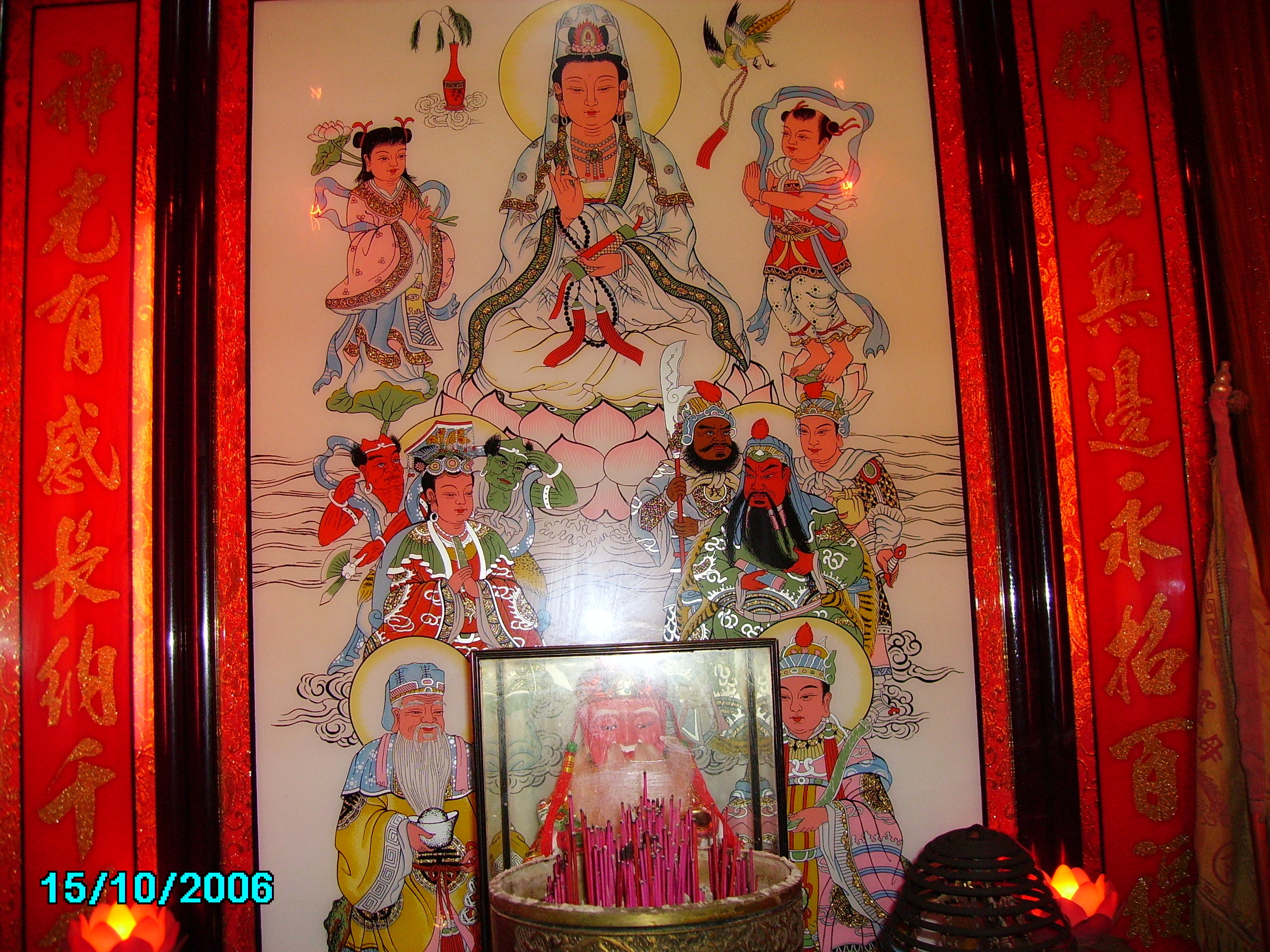
台灣常見的觀音媽聯。前方供奉土地公木雕神像。

神明彩，又稱神明漆、佛祖彩、佛祖漆、佛公漆、佛祖漆仔等，為台灣漢族家庭神明廳、佛堂擺設中相當普遍盛行的祭拜用神明繪像。常見的有觀音彩等，兩側通常會加裝文字對聯，神明彩的材質常是木材或壓克力，上面偶會覆蓋防塵用玻璃。

## 類型

### 觀音彩
觀音彩於台灣日治時期之前即出現，屬於移民社會的台灣，其觀音信仰多源自中國閩南的泉州、漳州兩地，其發展軌跡與持色，與台灣佛教十分相近，都受其民間信仰影響甚深。據台灣歷史博物館收藏的早期觀音彩顯示，只有簡略的觀音菩薩黑白繪像。如今亦有僅繪單一觀世音菩薩像者，可能配有善財童子與善財龍女，亦有些有多尊台灣佛、道教徒所信仰的神祇，如加上媽祖、關公、土地公、灶君，是為臺灣家堂五神，又因各地風土民情，信仰淵源而有所不同。

### 三寶佛圖
採用三寶佛（釋迦牟尼佛、藥師琉璃光佛、阿彌陀佛）的畫像。以面向佛像的角度來說，左手邊為阿彌陀佛、中間為釋迦牟尼佛、右手邊為藥師琉璃光佛，三佛採坐姿。有的在一畫框內繪製三尊佛像，也有一佛一個畫框，三畫框並排組合。

### 諸佛菩薩圖
受到唐密曼荼羅影響，臺灣也有人繪畫諸佛、菩薩形象以奉祀。
或有另一種較為簡便的圖像，上有上層為釋迦牟尼佛、配祀迦葉尊者、阿難尊者兩大羅漢，兩側為藥師佛與阿彌陀佛；中層上方繪畫觀音菩薩，配祀善財龍女，兩側為文殊菩薩、普賢菩薩；中層下方為地藏王菩薩，兩側為四大天王。下方為彌勒菩薩，配祀韋馱菩薩、伽藍護法，中國大陸稱之為滿堂佛或全佛圖。

### 西方三聖圖
西方三聖為西方極樂世界教主阿彌陀佛，及其脅侍菩薩觀世音菩薩及大勢至菩薩，在圖像位置分配上，由信眾方向看去，從左至右為大勢至菩薩（左）、阿彌陀佛（中）、觀世音菩薩（右）。西方三聖是佛教淨土宗信仰之本尊。

### 文字聯

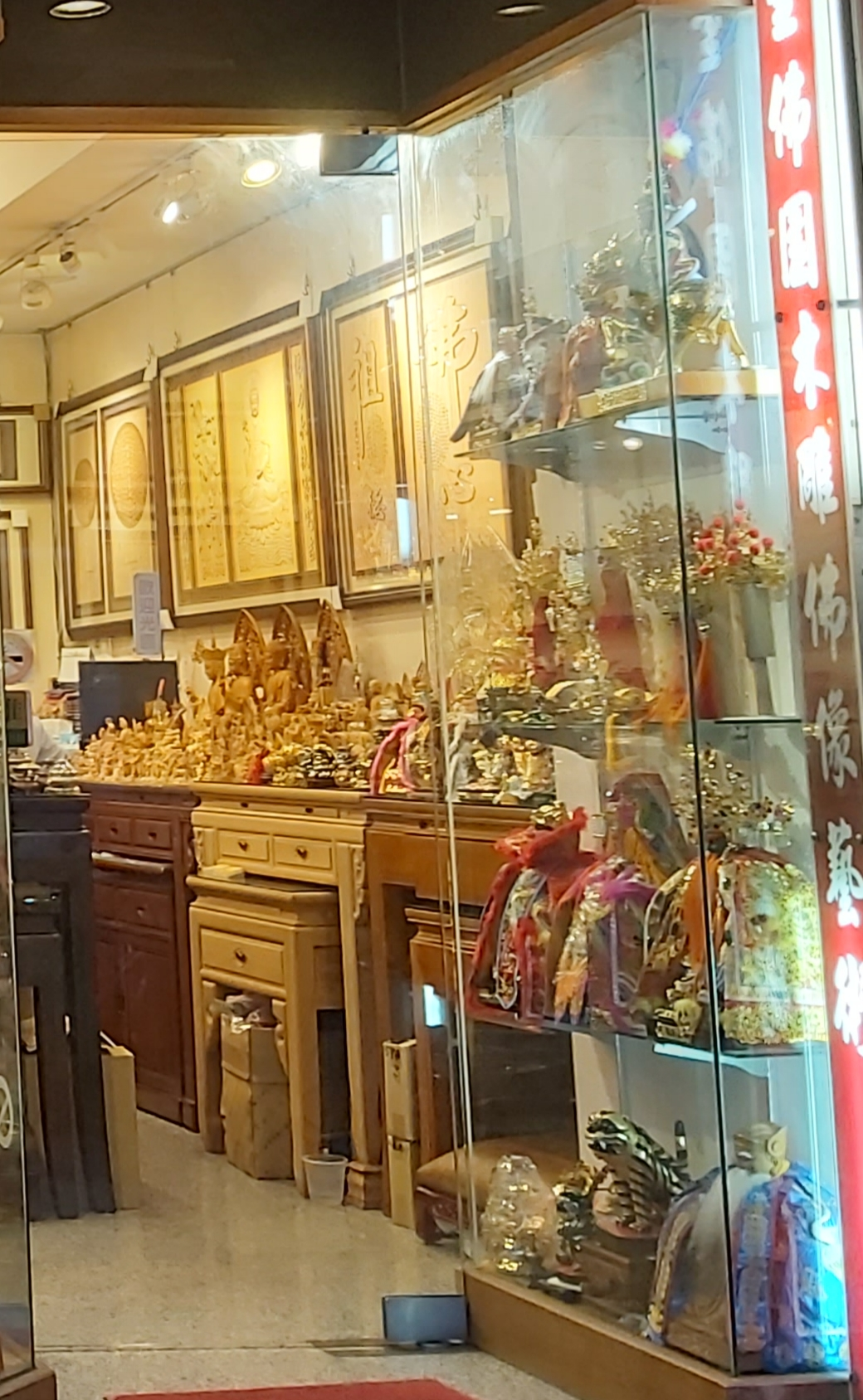
佛具店牆面上懸掛的待售文字聯。

以文字為主，採單一字或詞之大字呈現，如「佛」、「義」、「道」、「忠恕」等，在祖先位則有「祖」、「福」、「壽」、「孝」、「慈孝」、「百福圖」、「百壽圖」等。受到佛教影響，有的神位背後佛聯採佛經、陀羅尼或道經，如《心經》、《大悲咒》或《道德經》等。

## 其他
為了配合佛堂擺設等因素，神明彩兩側通常會加裝文字對聯。若為普通信徒，有時也會配合神桌上的公媽神位及公媽爐加上公媽彩。若是住家，在神明彩旁，有時也會加上公媽彩。公媽（祖先）彩一般是繪有福祿壽三仙的，也有單寫一個金色或紅色「壽」字的；甚至為佛教化，而繪有救度六道眾生的大願地藏菩薩立像的。
供奉神明彩之台灣信徒於平日並不移動或大幅擦拭神明彩，只會於膜拜請示後，略為小幅度清潔。農曆年底送神到除夕期間，將神明彩連同神案加以清理，稱之為清屯。

## 參看條目
- 台灣民間信仰
- 家神

## 外部連結
1. ↑  .   [2016-11-26]. （原始内容存档于2017-03-05）.